# Reprezentacja Brazylii w piłce wodnej mężczyzn
Reprezentacja Brazylii w piłce wodnej mężczyzn – zespół, biorący udział w imieniu Brazylii w meczach i sportowych imprezach międzynarodowych w piłce wodnej, powoływany przez selekcjonera, w którym mogą występować wyłącznie zawodnicy posiadający brazylijskie obywatelstwo. Za jej funkcjonowanie odpowiedzialny jest Brazylijski Związek Pływacki (CBDA), który jest członkiem Międzynarodowej Federacji Pływackiej.

## Historia
W 1920 reprezentacja Brazylii rozegrała swój pierwszy oficjalny mecz na igrzyskach olimpijskich.

## Udział w turniejach międzynarodowych

### Igrzyska olimpijskie
Reprezentacja Brazylii 8-krotnie występowała na Igrzyskach Olimpijskich. Najwyższe osiągnięcie to 6. miejsce w 1920 roku.

### Mistrzostwa świata
Dotychczas reprezentacji Brazylii 8 razy udało się awansować do finałów MŚ. Najwyższe osiągnięcie to 10. miejsce w 2015.

### Puchar świata
Brazylia żadnego razu nie uczestniczyła w finałach Pucharu świata.

### Igrzyska panamerykańskie
Brazylijskiej drużynie 16 razy udało się zakwalifikować na Igrzyska panamerykańskie. W 1963 została mistrzem.